# Opius viennensis
Opius viennensis är en stekelart som beskrevs av Fischer 1959. Opius viennensis ingår i släktet Opius och familjen bracksteklar. Inga underarter finns listade i Catalogue of Life.